# San Gabriele dell'Addolorata (titre cardinalice)
Le titre cardinalice de San Gabriele dell'Addolorata (Saint Gabriel de l'Addolorata) est érigé par le pape François le 14 février 2015. Il est attaché à l'église homonyme située dans le quartier Don Bosco, au sud-est de Rome.

## Titulaires
| - Júlio Duarte Langa depuis 2015 |